# FS E.636

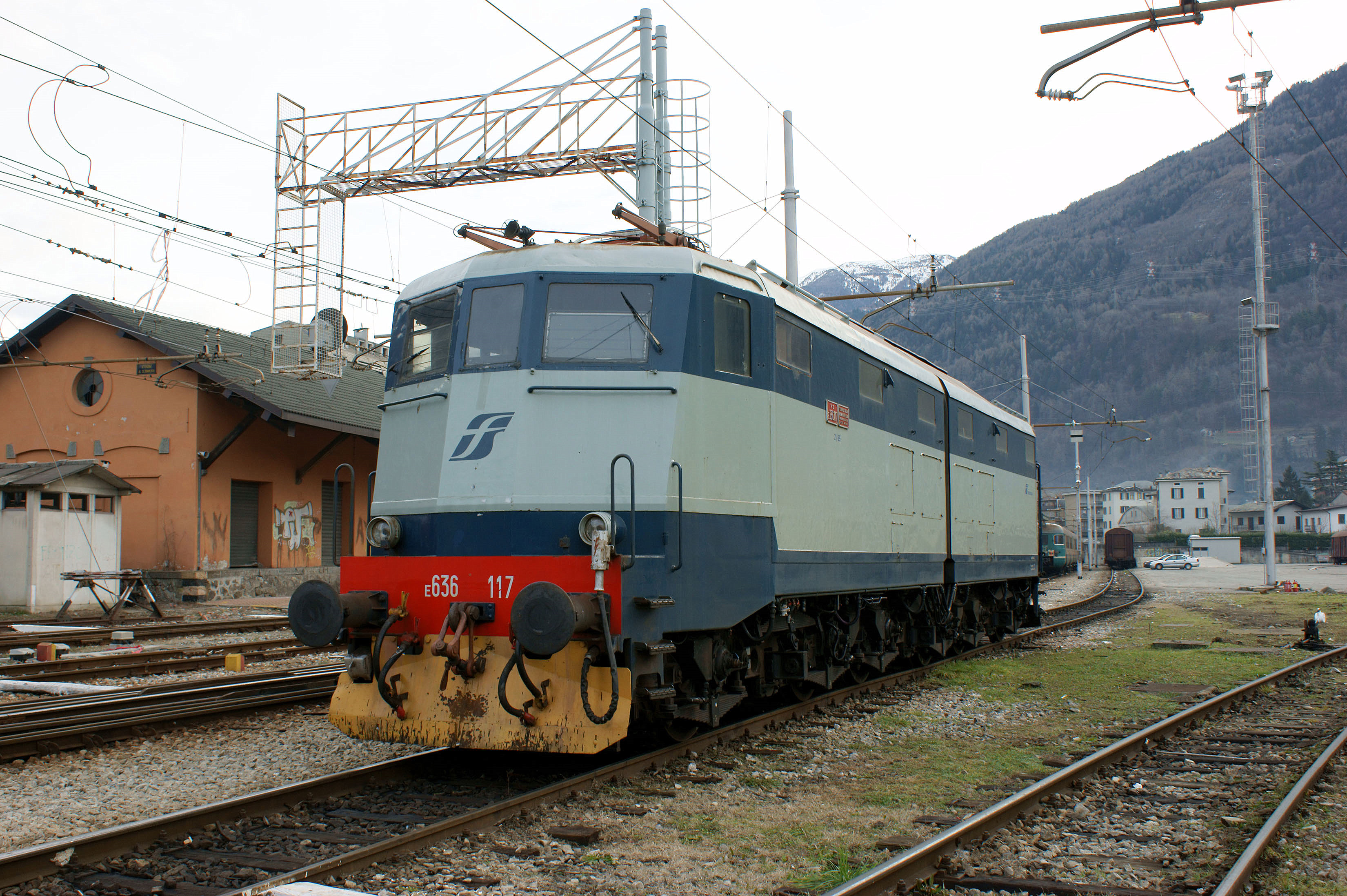
E.636 117 in Tirano

Die FS E.636 ist eine Baureihe von italienischen Elektrolokomotiven. Sie wurde ab 1940 in großer Zahl beschafft und ist seit 2006 außer Betrieb. Technische Besonderheiten waren der Gelenkwagenkasten und das Drei-Drehgestell-System. 

## Geschichte
Die Erfahrungen aus den Vorgänger-Baureihen FS E.626 und FS E.326 wurden beim Entwurf der neuen Baureihe der FS E.636 genutzt und führten zu neuen technischen Lösungen. Zugleich wollte man eine Lokomotive, die sehr universell eingesetzt werden kann. 
Zwischen 1940 und 1962 wurden insgesamt 469 Exemplare der Baureihe E.636 beschafft. Dies erfolgte in drei Serien:
erste Serie 001–108 von 1940 bis 1942, zweite Serie 109–243 von 1952 bis 1956 und dritte Serie 244–469 von 1957 bis 1962. Im Mai 1940 wurde die erste Lokomotive ausgeliefert. Sechs Maschinen wurden im Zweiten Weltkrieg zerstört. Die Farbe war lange Zeit das in Italien typische Rostbraun. Erst in den 1990er Jahren wechselte es zu weiß mit grünem Streifen. 
Die Baureihe war für den Personen- und Güterzugdienst konzipiert. Die Bauart mit zweigeteiltem Lokkasten und Achsfolge Bo’Bo’Bo’ bewährte sich so gut, dass diese Achsanordnung bei der italienischen Staatsbahn als Standard festgelegt wurde. Mit Ausnahme der E.444 war lange Zeit der gesamte Fuhrpark an Loks der italienischen Staatsbahnen auf das Grundschema der E.636 aufgebaut. Die letzte Nachfolgerin war die Baureihe E.656, die bis 1989 ausgeliefert wurde.
E.636 284, genannt „Camilla“, wurde 1988 bei einem Unfall beschädigt und mit abweichenden Frontpartien wieder aufgebaut.

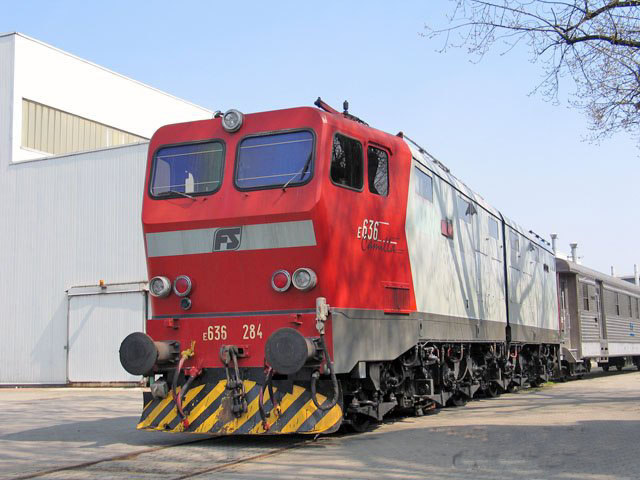
E.636 284 „Camilla“ in Mailand (April 2006)